# Cynanchum ambiguum
Cynanchum ambiguum là một loài thực vật có hoa trong họ La bố ma. Loài này được (Maxim.) Matsum. mô tả khoa học đầu tiên năm 1912.